# 대구교육대학교 안동부설초등학교
대구교육대학교 안동부설초등학교는 대한민국 경상북도 안동시 명륜동에 있는 초등학교이다.

## 학교 연혁
- 1956.04.01 안동사범학교 부속국민학교로 개교
- 1966.03.01 안동교육대학 부속국민학교로 개교
- 1971.09.10 현 교사 신축 준공
- 1978.03.01 대구교육대학교 안동부속국민학교로 개칭
- 2001.03.02 대구교육대학교 안동부설초등학교로 개칭
- 2003.07.20 서편 진입로 완공 및 학교 교문 신설
- 2004.12.20 명륜도서관 1층 준공
- 2005.07.04 명륜체육관 준공
- 2014.02.14 제48회 졸업식(졸업생수 6,458명)
- 2024.09.01 김정기 교장 부임